# 대한민국 상법 제7조
대한민국 상법 제7조는 무능력자와 무한책임사원에 대한 상법총칙의 조문이다.

## 조문
제7조(미성년자와 무한책임사원)
미성년자가 법정대리인의 허락을 얻어 회사의 무한책임사원이 된 때에는 그 사원자격으로 인한 행위에는 능력자로 본다.
[전문개정 2018.9.18]

第7條 (無能力者와 無限責任社員) 未成年者 또는 限定治産者가 法定代理人의 許諾을 얻어 會社의 無限責任社員이 된 때에는 그 社員資格으로 因한 行爲에는 能力者로 본다.

## 같이 보기
- 대한민국 상법 제6조
- 대한민국 상법 제8조